# Catoptronofilia
Catoptronofilia é uma parafilia que se centra nos espelhos (em grego espelho se diz katoptron).
Pode incluir atividades como ter sexo ou masturbação diante de espelhos, levar a cabo outras parafilias diante de espelhos, realizar uma orgia em frente a um espelho e fazer um striptease fetichista diante de espelhos.